# Xavier Lamuela
Francesc Xavier Lamuela García (né en 1950 à Barcelone) est un linguiste catalan et occitan. Docteur en philologie romane, il a été professeur de l'Université de Toulouse. Actuellement, il a une chaire à l'Université de Gérone. Il a travaillé également à l'Université autonome de Barcelone, à l'Université de Lérida et à l'Université de Manchester.
Il a participé à la Commission chargée de la codification linguistique de l'occitan (aranais) du Val d'Aran et à la commission pour la codification du frioulan. Il a été président du Conselh de la Lenga Occitana et responsable de la commission qui a mené à terme la codification linguistique des variétés parlées (vivaro-alpin) dans les Vallées occitanes de l'Italie. Il est membre coopté du Congrès permanent de la lenga occitana. 
Dernièrement il a publié des grammaires des langues d'immigration pour le Departament de Benestar Social de la Généralité de Catalogne comme outil de travail avec les immigrants.

## Œuvres
- Obra completa de Bernat Metge (édition) (1975) avec Lola Badia
- Teoria de la llengua literària segons Fabra (1984) avec Josep Murgades
- Català, occità, friülà: llengües subordinades i planificació lingüística (1987), Quaderns Crema,  (ISBN 84-7727-018-X)
- La grafie furlane normalizade: Regulis ortografichis de lenghe furlane e sielte des formis gramaticâls dal furlan comun (1987)
- Estandardització i establiment de les llengües (1994),  Edicions 62,  (ISBN 84-297-3756-1)
- El berber (2001)
- Morfologia verbau aranesa (2003) avec Verònica Barès, Jordi Suïls et Frederic Vergès
- El romanès (2005) avec Virgil Ani,  Departament de Benestar i Familia,   (ISBN 84-393-6710-4)

### Articles
- - Instal·lació o establiment? Encara sobre els objectius de la promoció lingüística (2004) a Caplletra: revista internacional de filologia, ISSN 0214-8188, Num. 37, 2004, pàges. 217-244
  - Educació trilingüe a la Vall d'Aran. Una anàlisi en termes d'interdependència lingüística (2001) amb Jordi Suïls Subirà i Àngel Huguet Canalís. Noves SL.: Revista de sociolingüística, ISSN 1695-3711, Num. 3 (tardor), 2001.
  - Xavier Lamuela, Ressenya de "Domergue Sumien: La standardisation pluricentrique de l'occitan. Nouvel enjeu sociolinguistique, développement du lexique et de la morphologie. Turnhout: Brepols, 2007." Ianua. Revista Philologica Romanica 8 (2008): 239-244